# Фрешер, Евгений Эдуардович
Евгений Эдуардович Фрешер (17 октября 1890, с. Розенталь, Мелитопольский уезд, Таврическая губерния, Российская империя — 20 июня 1938) — советский партийный и государственный деятель, первый (ответственный) секретарь областного комитета АССР Немцев Поволжья (1932—1934, 1934—1936, 1937).

## Биография
Член РКП(б) с марта 1919 г.
Родился в семье рабочего мельницы. Рано лишился отца. С 1901 г. работал на консервной фабрике Киссельмана в Царицыне, грузчиком на Волге. В 1914—1917 гг. — участник Первой мировой войны, рядовой царской армии. Участвовал в боях под Краковом, Тернополем, на Турецком фронте — под Эрзерумом, Байбуртом. Был трижды ранен, отравлен газом, контужен. В 1918 г. вступил добровольцем вступил в Красную Армию.
С марта 1920 г. — секретарь парткома Управления внутренних дел в Царицыне, секретарь Николаевского уездного комитета РКП(б), начальник укрепрайона по ликвидации бандитизма,
- 1923—1930 гг. — секретарь райкома партии в Царицыне (Сталинграде), заведующий организационным отделом Сталинградского губернского областного комитета и Нижне-Волжского крайкома ВКП(б),
- 1931—1932 — секретарь Нижне-Волжского крайкома ВКП(б),
- 1932—1934 гг. — ответственный секретарь областного комитета ВКП(б) АССР Немцев Поволжья,
- 1934—1935 гг. — второй секретарь Саратовского краевого комитета ВКП(б),
- 1934—1936 гг. — ответственный (первый) секретарь обкома ВКП(б) АССР Немцев Поволжья,
- 1936—1937 гг. — председатель исполнительного комитета Саратовского краевого Совета,
- февраль-июль 1937 г. — первый секретарь обкома ВКП(б) АССР Немцев Поволжья.

Делегат XV Всероссийского съезда Советов, XIII съезда РКП(б), XVII съезда РКП(б)-ВКП(б).
На 20-й областной конференции ВКП(б) АССР Немцев Поволжья (1-4 июня 1937), незадолго до своего ареста, активно разоблачал «врагов народа». На июльском (1937) пленуме обкома ВКП(б) АССР Немцев Поволжья был объявлен «врагом народа», освобожден от должности первого секретаря Немобкома партии и одновременно выведен из состава бюро и пленума обкома. В августе 1937 г. был арестован по делу «о подпольной националистической фашистской организации» в АССР Немцев Поволжья. Обвинён в троцкизме. Приговорен к высшей мере наказания.
Расстрелян 20 июня 1938, посмертно реабилитирован 27 октября 1956 Военной коллегией Верховного суда СССР.